# Bernardo Francisco de Hoyos de Seña
Bernardo Francisco de Hoyos de Seña, meglio conosciuto semplicemente come Bernardo de Hoyos (Torrelobatón, 21 agosto 1711 – Valladolid, 29 novembre 1735), è stato un presbitero e mistico spagnolo, membro professo della Compagnia di Gesù.
È ricordato per la sua devozione al Sacro Cuore che ha promosso fino alla sua prematura morte.
La sua beatificazione da parte della Chiesa Cattolica si è tenuta a Valladolid il 18 aprile 2010. Liturgicamente è commemorato il 29 novembre.

## Biografia
Bernardo Francisco de Hoyos de Seña nacque il 21 agosto 1711 da Don Manuel de Hoyos e Doña Francisca de Seña. Fu battezzato il 6 settembre nella chiesa parrocchiale locale con il nome di "Bernardo Francisco Javier"; fu chiamato così in onore di Bernardo di Chiaravalle e Francesco Saverio. Suo padre lavorava presso il municipio di Torrelobatón vicino a Valladolid. Ricevette la Cresima nel 1720.
Entrò nei collegi della Gesuiti di Medina del Campo e di Villagarcía de Campos e successivamente entrò nel noviziato sotto la direzione di Félix de Vargas l'11 luglio 1726. Nel 1726 sia Aloysius Gonzaga che Stanislaus Kostka furono entrambi canonizzati da Papa Benedetto XIII; queste due figure e John Berchmans che era ancora in corso di canonizzazione, divennero per lui modelli di santità. Emise i voti semplici nel 1728. Compì gli studi filosofici presso il Collegio San Pedro e San Pablo a Medina del Campo. Nel settembre del 1731 iniziò gli studi teologici presso il Collegio di San Ambrosio a Valladolid. Visse esperienze spirituali e rivelazioni sul Sacro Cuore di Gesù che lo portarono a diffondere questa devozione. Fu ordinato al sacerdozio il 2 gennaio 1735 con una dispensa speciale perché non raggiungeva ancora l'età canonicamente prevista. Il 6 gennaio 1735 celebrò la sua prima messa nel Collegio di San Ignacio.
Alla fine di aprile 1733 ricevette una lettera dal suo amico Agostino Cadaveraz (a Bilbao) dopo aver chiesto al sacerdote di tradurre un capitolo latino sul Corpus Christi dal libro di Joseph de Gallifet "Sulla devozione al Sacro Cuore di Gesù". Il 3 maggio 1733 prese il libro dalla biblioteca di casa e lo portò nella sua stanza dove cominciò a leggerlo; il Sacro Cuore lo ispirò e lo illuminò. Il 4 maggio riferì di aver ricevuto una visione da Gesù Cristo che gli disse: "Desidero che tu diffonda la devozione al Mio Sacro Cuore in tutta la Spagna". Cristo ritornò a lui in un'altra visione il 14 maggio. Il 12 giugno 1733 si consacrò al Sacro Cuore con la stessa formula usata da Claude La Colombière. Distribuì volantini di devozione e scrisse anche una lettera al Re Filippo V chiedendo il suo sostegno nel richiedere alla Santa Sede l'approvazione di una festa speciale per il Sacro Cuore.
Si ammalò di tifo e morì il 29 novembre 1735 al Colegio de San Ignacio; le sue condizioni erano peggiorate a partire dal 19 novembre.I suoi resti furono sepolti nel Collegio di San Ignacio; sono stati successivamente rimossi in un luogo sconosciuto.

## Culto del Cuore di Gesù
Il 3 maggio 1733, all'età di 22 anni, si sentì chiamato ad un compito e ad una vocazione particolare: far conoscere al mondo il Cuore amoroso di Gesù Cristo. Il De cultu sacratissimi Cordis Dei Iesu, opera del Padre Joseph Gallifet, suscita un profondo movimento spirituale interiore ("Mi sono subito presentato davanti al Signore nel Santissimo Sacramento per offrirmi al suo Cuore per cooperare quanto più come ho potuto nella diffusione del suo culto") e grande entusiasmo apostolico. Si consacrò al Cuore di Gesù il 12 giugno 1733, adottando la formula scritta da padre Claude de la Colombière circa cinquant'anni prima.
Con un gruppo di amici gesuiti si mise al lavoro e scrisse un'opera sulla “essenza e solidità del culto del Sacro Cuore”. L'opuscolo fu pubblicato nell'ottobre 1734. Successivamente, Hoyos diffuse testi e immagini sacre, fondò confraternite in onore del Sacro Cuore, rivolse richieste ai vescovi e al re per promuovere l'istituzione di una festa liturgica propria.
La sua fama di santità si diffuse dopo la sua morte. «Una perfezione più che ordinaria, un dono specialissimo della preghiera, mediante il quale Dio ha scoperto i misteri più nascosti della divinità»: scriveva il suo rettore dopo la morte. Tuttavia, le controversie religiose e i disordini politici del XVIII secolo e la soppressione della Compagnia (1773) fecero sì che il ricrodo della sua personalità cadesse nell'oblio. L'affermarsi di nuove forme di devozione al Cuore di Gesù sviluppatesi nel XIX secolo portò alla sua riscoperta.

## Beatificazione
Il processo di beatificazione iniziò nella Arcidiocesi di Valladolid in un processo informativo che il Cardinale Antonio María Cascajares y Azara inaugurò il 17 ottobre 1895 e chiuse poi nel 1899. I suoi scritti ricevettero l'approvazione dei teologi il 7 giugno 1902. A Valladolid si tenne anche un processo apostolico che il cardinale José Cos y Macho supervisionò dal 1914 al 1919. L'introduzione formale alla causa avvenne l'11 febbraio 1914 sotto Papa Pio X e il defunto sacerdote gesuita fu nominato Servo di Dio.
Gli storici valutarono e approvarono la causa il 31 maggio 1961 mentre la postulazione sottopose la Positio alla Congregazione delle Cause dei Santi nel 1990. I teologi acconsentirono alla causa successivamente il 27 giugno 1995. il 12 dicembre 1995. Papa Giovanni Paolo II lo ha nominato Venerabile il 12 gennaio 1996 dopo aver confermato che il defunto sacerdote gesuita aveva vissuto una vita di virtù eroica. Il processo per un miracolo si è svolto in Spagna dall'11 novembre 1947 all'8 ottobre 1949 ed è stato convalidato il 1º marzo 1996; il miracolo in questione era la guarigione di Mercedes Cabezas dal tifo il 22 aprile 1936 e un grave tumore a San Cristóbal de la Cuesta a Salamanca. Un medico lo ha approvato il 13 marzo 2008, i teologi hanno fatto altrettanto il 7 luglio 2008 e il C.C.S. subito dopo, il 18 novembre 2008. Papa Benedetto XVI lo approvò il 17 gennaio 2009 e delegò l'arcivescovo Angelo Amato a presiedere la beatificazione in Spagna il 18 aprile 2010. Liturgicamente è commemorato il 29 novembre.
L'attuale postulatore della causa è il sacerdote gesuita Anton Witwer.